# 江戸名所図会

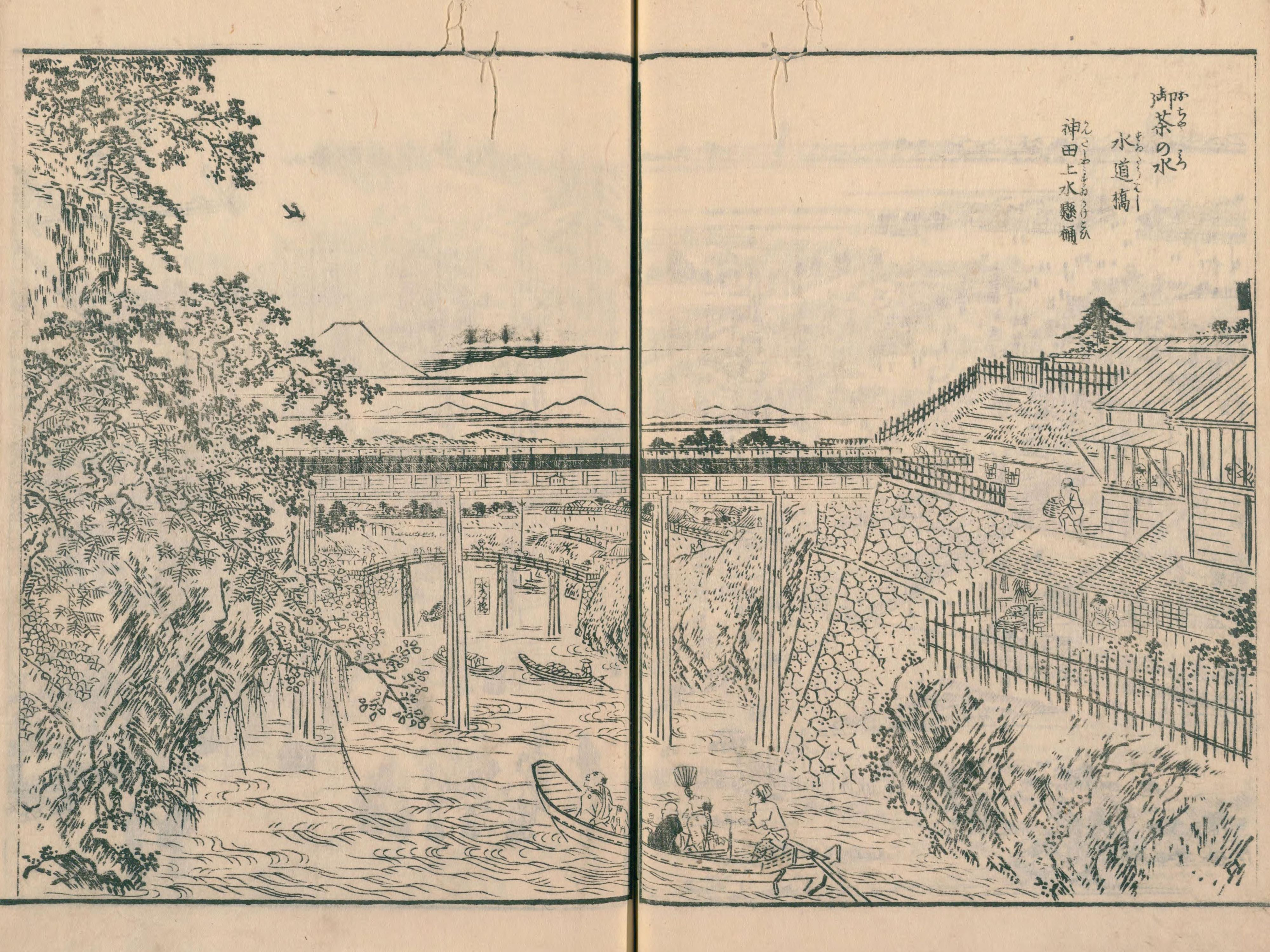
御茶ノ水水道橋 神田上水懸樋（『江戸名所図会』）

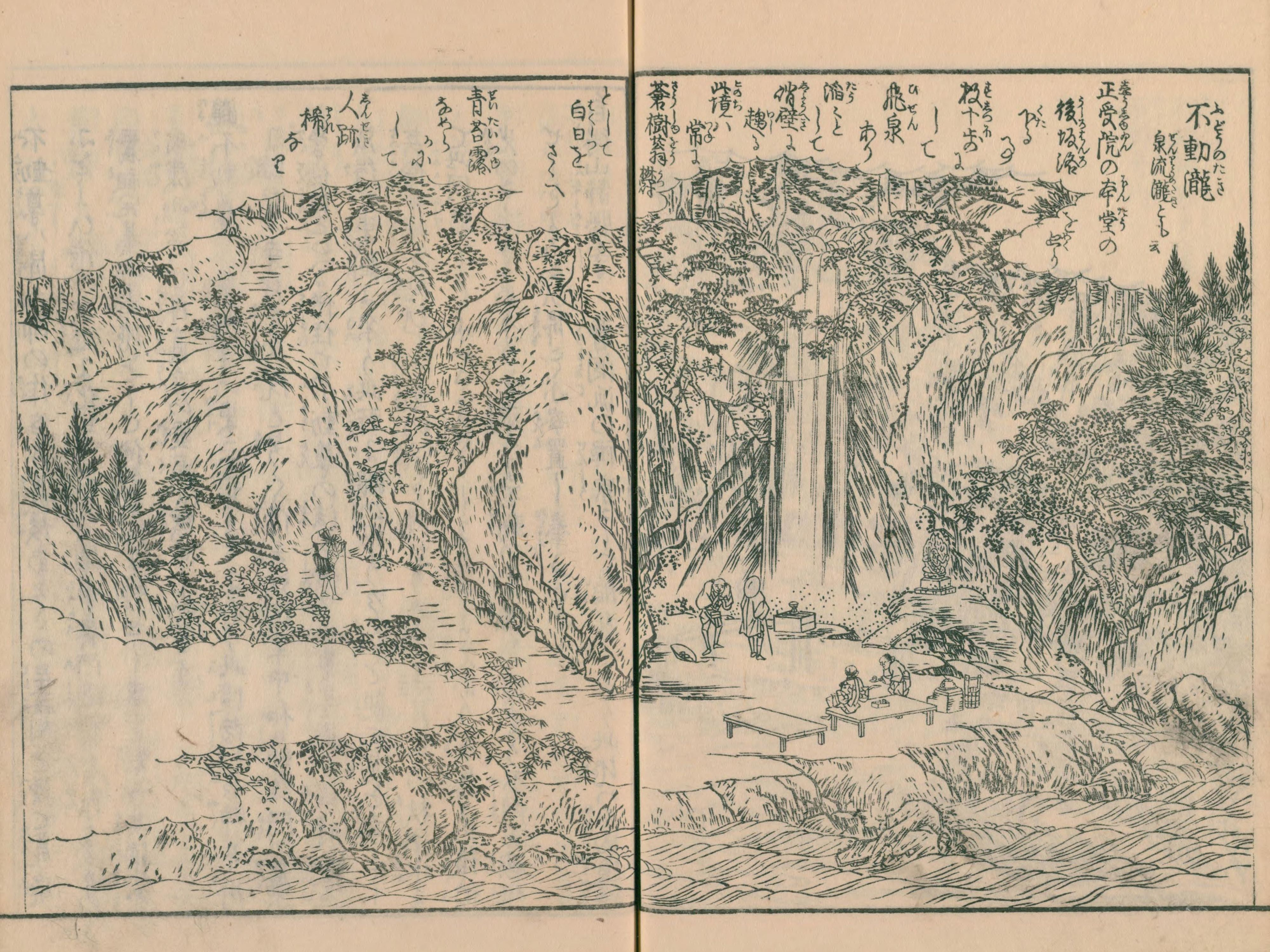
不動の滝 泉流滝とも（『江戸名所図会』）。（現存せず。現在の北区滝野川2-49-5に不動の滝跡は残る）

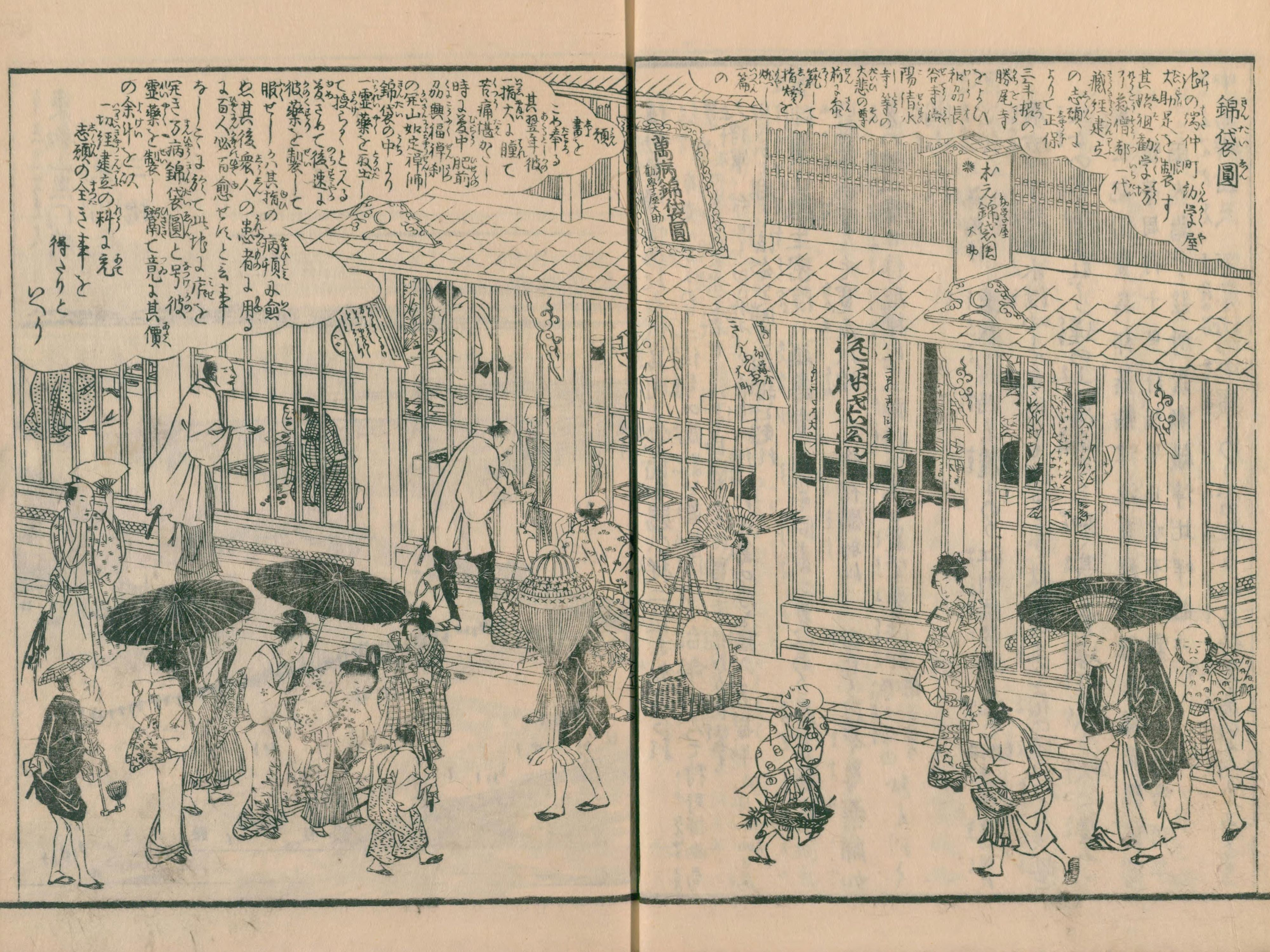
妙薬「錦袋円」を売る勧学屋（『江戸名所図会』）

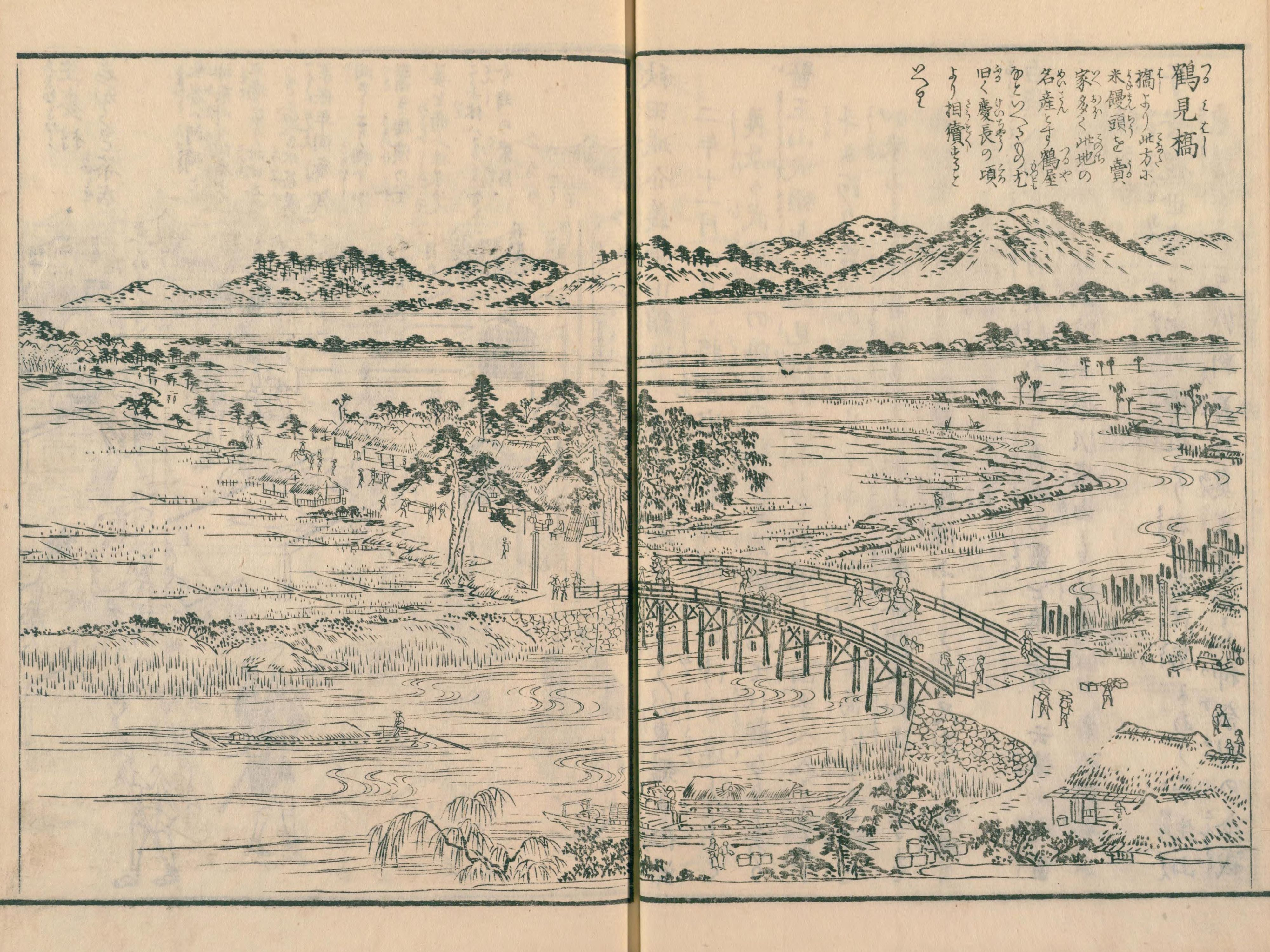
鶴見橋（現・鶴見川橋）。（『江戸名所図会』）

『江戸名所図会』（えどめいしょずえ）は、江戸時代後期の1834年と1836年（天保5年と7年）に刊行された江戸の地誌、絵入りの名所案内。斎藤月岑が7巻20冊で刊行した。鳥瞰図を用いた長谷川雪旦の挿図も有名。

## 概要
神田の町名主であった斎藤長秋（幸雄）・莞斎（幸孝）・月岑（幸成）の3代にわたって書き継がれた。長秋は京都の名所図会（『都名所図会』）に刺激を受け、寛政期に編纂を開始した。当初は『東都名所図会』という題だったとも言われるが、脱稿時点で『江戸名所図会』に決まっていた。
当初は8冊本として刊行予定であり、1798年（寛政10年）5月に出版許可も得ていたものの、1799年（寛政11年）長秋が63歳で病死した。後を継いだ婿養子の莞斎は郊外分などの追補に努め、長谷川雪旦に画を依頼した。1818年（文化15年）に莞斎が死去し、その刊行は月岑に託された。結局、前半1–3巻（10冊）は1834年（天保5年）、後半4–7巻（10冊）は1836年（天保7年）に刊行された。拾遺編を刊行する意志もあったようだが、刊行には至らなかった。
武蔵、江戸の由来、日本橋から、各所の寺社、旧跡、橋、坂などの名所について記しており、近郊の武蔵野、川崎、大宮、船橋などにも筆が及んでいる。考証の確かさと、当時の景観や風俗を伝える雪旦の挿図が高く評価されており、江戸の町についての一級資料になっている。

## 内容
当時の図会は方角順に記述するものと郡別に記述するものがあり、『江戸名所図会』は方角順に記述している。天枢、天璇…は北斗七星の中国名。
| 巻 | 部       | 冊数 | 内 容 | 冊   |
| -- | -------- | ---- | --- | ---- |
| 1  | 天枢之部 | 3冊  | （武蔵、江戸）日本橋、本町通、神田、小川町、飯田町、両国、霊巌島、八丁堀、築地鉄砲洲、芝口、愛宕下、西久保、赤羽根、三田、魚藍、白銀、芝浦           | 一   |
| 1  | 天枢之部 | 3冊  | （武蔵、江戸）日本橋、本町通、神田、小川町、飯田町、両国、霊巌島、八丁堀、築地鉄砲洲、芝口、愛宕下、西久保、赤羽根、三田、魚藍、白銀、芝浦           | 二   |
| 1  | 天枢之部 | 3冊  | （武蔵、江戸）日本橋、本町通、神田、小川町、飯田町、両国、霊巌島、八丁堀、築地鉄砲洲、芝口、愛宕下、西久保、赤羽根、三田、魚藍、白銀、芝浦           | 三   |
| 2  | 天璇之部 | 3冊  | 品川駅、大井、鈴ヶ森、池上、矢口、大森、蒲田八幡、六郷、川崎、鶴見、生麦、神奈川、本牧、程ヶ谷、杉田、金沢                                           | 四   |
| 2  | 天璇之部 | 3冊  | 品川駅、大井、鈴ヶ森、池上、矢口、大森、蒲田八幡、六郷、川崎、鶴見、生麦、神奈川、本牧、程ヶ谷、杉田、金沢                                           | 五   |
| 2  | 天璇之部 | 3冊  | 品川駅、大井、鈴ヶ森、池上、矢口、大森、蒲田八幡、六郷、川崎、鶴見、生麦、神奈川、本牧、程ヶ谷、杉田、金沢                                           | 六   |
| 3  | 天璣之部 | 4冊  | 外神田、霞関、永田馬場、平川、溜池、麻布、広尾、青山、目黒、碑文谷、北沢、世田ヶ谷、渋谷、四谷、千駄ヶ谷、代々木、高井戸、武蔵野、府中、玉川、向ノ岡 | 七   |
| 3  | 天璣之部 | 4冊  | 外神田、霞関、永田馬場、平川、溜池、麻布、広尾、青山、目黒、碑文谷、北沢、世田ヶ谷、渋谷、四谷、千駄ヶ谷、代々木、高井戸、武蔵野、府中、玉川、向ノ岡 | 八   |
| 3  | 天璣之部 | 4冊  | 外神田、霞関、永田馬場、平川、溜池、麻布、広尾、青山、目黒、碑文谷、北沢、世田ヶ谷、渋谷、四谷、千駄ヶ谷、代々木、高井戸、武蔵野、府中、玉川、向ノ岡 | 九   |
| 3  | 天璣之部 | 4冊  | 外神田、霞関、永田馬場、平川、溜池、麻布、広尾、青山、目黒、碑文谷、北沢、世田ヶ谷、渋谷、四谷、千駄ヶ谷、代々木、高井戸、武蔵野、府中、玉川、向ノ岡 | 十   |
| 4  | 天権之部 | 3冊  | 市谷、牛込、小石川、大窪、柏木、成子、堀之内、中野、小金井、築土、高田、大塚、雑司ヶ谷、巣鴨、板橋、練馬、大宮、野火留                               | 十一 |
| 4  | 天権之部 | 3冊  | 市谷、牛込、小石川、大窪、柏木、成子、堀之内、中野、小金井、築土、高田、大塚、雑司ヶ谷、巣鴨、板橋、練馬、大宮、野火留                               | 十二 |
| 4  | 天権之部 | 3冊  | 市谷、牛込、小石川、大窪、柏木、成子、堀之内、中野、小金井、築土、高田、大塚、雑司ヶ谷、巣鴨、板橋、練馬、大宮、野火留                               | 十三 |
| 5  | 玉衡之部 | 2冊  | 湯島、上野、日暮里、根津、谷中三崎、駒込、王子、川口、豊島                                                                                           | 十四 |
| 5  | 玉衡之部 | 2冊  | 湯島、上野、日暮里、根津、谷中三崎、駒込、王子、川口、豊島                                                                                           | 十五 |
| 6  | 開陽之部 | 2冊  | 浅草、下谷、根岸、山谷、橋場、千住、西新井 | 十六 |
| 6  | 開陽之部 | 2冊  | 浅草、下谷、根岸、山谷、橋場、千住、西新井 | 十七 |
| 7  | 揺光之部 | 3冊  | 深川、本所、亀戸、押上、柳島、隅田川、木下川、松戸、行徳、国府台、八幡、船橋                                                                         | 十八 |
| 7  | 揺光之部 | 3冊  | 深川、本所、亀戸、押上、柳島、隅田川、木下川、松戸、行徳、国府台、八幡、船橋                                                                         | 十九 |
| 7  | 揺光之部 | 3冊  | 深川、本所、亀戸、押上、柳島、隅田川、木下川、松戸、行徳、国府台、八幡、船橋                                                                         | 二十 |

## 刊行物

### 原本
- 『江戸名所図会 一』 巻之一 天樞之部。
- 『江戸名所図会 二』 巻之一 天樞之部。
- 『江戸名所図会 三』 巻之一 天樞之部。
- 『江戸名所図会 四』 巻之二 天璇之部。
- 『江戸名所図会 五』 巻之二 天璇之部。
- 『江戸名所図会 六』 巻之二 天璇之部。
- 『江戸名所図会 七』 巻之三 天璣之部。
- 『江戸名所図会 八』 巻之三 天璣之部。
- 『江戸名所図会 九』 巻之三 天璣之部。
- 『江戸名所図会 十』 巻之三 天璣之部。
- 『江戸名所図会 十一』 巻之四 天権之部。
- 『江戸名所図会 十二』 巻之四 天権之部。
- 『江戸名所図会 十三』 巻之四 天権之部。
- 『江戸名所図会 十四』 巻之五 玉衡之部。
- 『江戸名所図会 十五』 巻之五 玉衡之部。
- 『江戸名所図会 十六』 巻之六 開陽之部。
- 『江戸名所図会 十七』 巻之六 開陽之部。
- 『江戸名所図会 十八』 巻之七 揺光之部。
- 『江戸名所図会 十九』 巻之七 揺光之部。
- 『江戸名所図会 二十』 巻之七 揺光之部。

### 有朋堂文庫版
- 『江戸名所図会 第1』。
- 『江戸名所図会 第2』。
- 『江戸名所図会 第3』。
- 『江戸名所図会 第4』。[5]

### 新訂版
- 『新訂 江戸名所図会』（市古夏生・鈴木健一 校訂）筑摩書房〈ちくま学芸文庫〉全6巻、1996 - 97。
- 『別巻1 新訂 江戸切絵図集』（市古夏生・鈴木健一校訂）ちくま学芸文庫、1997年
- 『別巻2 新訂 江戸名所図会事典』（市古夏生・鈴木健一編）ちくま学芸文庫、1997年 - 各・2009年（復刊）
- 『新訂 江戸名所花暦』（市古夏生・鈴木健一校訂）ちくま学芸文庫、2001年

### 角川文庫版
『江戸名所図会』（鈴木棠三・朝倉治彦校注）角川文庫、全6巻、1966-68年、新装復刊1989年
- 『江戸名所図会 第1』。
- 『江戸名所図会 第2』。
- 『江戸名所図会 第3』。
- 『江戸名所図会 第4』。
- 『江戸名所図会 第5』。
- 『江戸名所図会 第6』。

- 『江戸切絵図集』（鈴木棠三・朝倉治彦 校註）角川文庫、1968年。

### 単行版
鈴木棠三・朝倉治彦校註『新版 江戸名所図会』（単行判 全3巻）角川書店、1975年
- 『新版 江戸名所図会』 上巻。
- 『新版 江戸名所図会』 中巻。
- 『新版 江戸名所図会』 下巻。

- 今井金吾校注『江戸名所花暦』八坂書房、1973年（1994年改訂）ISBN 4896946421

### デジタル版
- ゆまに書房の『江戸名所図会』CD-ROM版／ちくま学芸文庫「新訂 江戸名所図会Ⅰ～Ⅵ」が、インターネット百科事典ジャパンナレッジにコンテンツのひとつとして収録されている[6]。